# Bongénie
Bongénie, tot eind 2024 Bongénie-Grieder,  is een Zwitserse warenhuisketen, opgericht in 1891 door Aldophe Brunschwig. De onderneming is onderdeel van de Brunschwig Holding SA, die voor 100 procent in handen van de familie Brunschwig. De groep had in 2016 600 medewerkers in dienst en een omzet van 190 miljoen Zwitserse Franken.
Het warenhuis, gericht op mode, heeft vestigingen in Bazel, Bern, Genève, Lausanne, Luzern en Zürich. In augustus 2016 opende een boetiekwinkel in het City Hotel Oberland in Interlaken. De keten wil zijn aanwezigheid in toeristische centra verder uitbouwen.
Het filiaal aan de Bahnhofstrasse in Zürich, waar Bongénie-Grieder sinds 1913 wa gehuisvest werd eind 2024 gesloten omdat de huurovereenkomst beëindigd werd. In december 2024 werd een stuk verder in de Bahnhofstrasse een 4000 m² groot, nieuw filiaal geopend, waar een bedrag van CHF 25 miljoen in werd geïnvesteerd. Omdat het oude Grieder-pand werd verlaten wijzigde de naam in Bongénie.